# Ребергер, Тобиас
Тобиас Ребергер (нем. Tobias Reһberger; род. 1966, Эслинген, Германия, живёт и работает во Франкфурте, Германия) — современный немецкий художник.

## Образование
- Hochschule fur Bildende Kunst, Франкфурт, Германия

## Творчество
Тобиас Ребергер начал работать в начале 1990-х и получил международное признание в 1997, когда ему был присужден Young Artist prize Венецианской биеннале. Ребергер переосмысливает деятельность художника, посредством искусства пытаясь понять больше о структурах и отношениях. Концепция трансформации является центральной темой его искусства, которое вращается вокруг неё и строится на ней. Рихбергер сосредоточил свою энергию на процессе восприятия и понимания, темпоральности и чувстве быстротечности, разрыве и неоднозначности.
В инсталляции on otto (демонстрировалась в Fondazione Prada, Милан, Италия 20 апреля — 6 июня, 2007) Ребергер деконструирует процесс создания фильма, создавая произведение искусства в обратном порядке, начиная с плаката фильма и заканчивая сценарием. Отправной точкой этого проекта был плакат для фильма, который не существует. Плакат был использован для установки общего тона выставки. Каждый участник этого проекта использовал работу предыдущих лиц в качестве отправной точки для своего вклада. Например, плакат был передан дизайнеру титров, затем материал был передан звуковому редактору и т. д. Каждый участник мог обращаться с предыдущей работой по своему усмотрению. Единственным ограничением было оставаться в рамках собственных профессиональных обязанностей и бюджета. Четыре недели было дано каждому участнику для завершения работы. «on otto» не столько завершенное произведение, сколько процесс, который можно увидеть. Одним из ключевых аспектов инсталляции было участие Уиллема Дефо, Ким Бейсингер, Эмми Россум, Джастин Хенри и Дэнни де Вито, которые исполняют роль зрителей в пустых кинотеатрах. Метод деконструкции создания шоу подчёркивается посредством пространства, где проект выставлен. Фрагменты фильма проектируются внутри и вне павильонов, побуждая зрителей соединять разрозненные части вместе.
Персональная выставка Тобиаса Ребергера American Traitor Bitch в Friedrich Petzel Gallery в 2006 была представлена одной большой работой: лодкой, сконструированной в Германии, разобранной и доставленной в Нью-Йорк по частям. Работа Ребергера поднимает вопросы авторства, восприятия, неверного толкования. В одном из своих предыдущих проектов Тобиас Ребергер сделал наброски известных марок автомобилей и отправил их в Таиланд для изготовления без дальнейших инструкций. Результатом стали машины с узнаваемыми чертами оригинальных брендов, но и с недостатками, которые выдавали копии. В «American Traitor Bitch» Ребергер сотрудничал с датско-вьетнамским художником Danh Vo. Ребергер расширил свой метод, позволив Vo участвовать на концептуальном уровне, раздвигая границы своей стратегии. Уникальная история отца Danh Vo о выживании после войны во Вьетнаме стала источником вдохновения для данного проекта. Рихбергер использовал идеи Danh Vo и воспоминания его отца, готовое произведение — результат их разных взглядов и интерпретаций. После падения Сайгона свыше 20000 вьетнамских граждан были эвакуированы на остров Phu Qouc, где они жили в ужасных послевоенных условиях. После четырёх лет семья Vo решила рискнуть и сбежать, построив большую лодку, которая сможет увезти более 100 беженцев из Вьетнама в Америку. Отец Vo нашёл способ для покрытия производственных расходов, нашёл материалы, создал дизайн и дал взятки местным чиновникам, чтобы они смотрели в другую сторону во время побега. После продолжительной напряженной работы лодка была построена и беженцы отправились в море. Их вояж, однако, был прерван большим датским танкером, который отбуксировал их к берегам Дании. Семья Vo живет в Копенгагене до сих пор. Параллели между личной историей семьи Danh Vo и стратегиями Ребергера формируют основу сотрудничества.
Ребергер зачастую стремится дезориентировать восприятие зрителем знакомого окружения посредством манипуляций с пространством, светом и дизайном. В Jack Lemmon’s Legs and Other Libraries, Ребергер сконструировал сложную систему стеллажей-ниш для размещения тридцати трёх телевизоров и семнадцати видеомагнитофонов. Каждый скрытый телевизор показывал одну из семнадцати видеобиблиотек, которые каталогизировали семнадцать видов происшествий. Сборники состоят из таких обстоятельств и действий как резка (деревьев, мяса, кожи), удары (пощёчины, падение яблок, удары автомобилей), бегущие цыплята, прыгающий Том Круз, ноги Джека Леммона. В совокупности эти фрагменты предлагают абсурдную визуальную антологию мира по Ребергеру. Утопленные в полки, телевизионные экраны не видны — всё, что можно увидеть, это мерцание света, отбрасываемое экранами. Ребергер вытесняет традиционное использование телевидения, усиливая напряжение между функциональным аспектом объекта и его эстетическими качествами.
В 2003 на 50-й Венецианской биеннале была представлена инсталляция Ребергера 7 ends of the world. 222 лампы из муранского стекла, созданные в сотрудничестве с венецианскими мастерами, свисали с потолка выставочного зала. Лампы по цвету делились на семь групп, которые представляли семь мест в мире. Сила свечения каждой цветовой группы находилось в зависимости от силы солнечного света в каждой из семи выбранных точек на Земле в текущий момент
В 2008 в Музее Людвига в Кёльне прошла большая выставка работ Ребергера (порядка 40 работ, созданных на протяжении последних 15 лет). Экспозиция была сделана без учёта хронологии и важности произведений для творчества художника, старые работы получили новую жизнь — Ребергер фактически создал новое произведение из старых работ. Сочетая игру света и теней с живописью, он добился связи между объектами в пространстве и плоским изображением на стене. Ретроспектива была превращена в новую инсталляцию художника.
В 2009 Тобиасу Ребергеру была присуждена премия Hans-Thoma Prize (€25,000; премия была учреждена в 1949 в честь художника и галериста Ханса Тома) . Профессор скульптуры в Städelschule во Франкфурте, Ребергер был отмечен за работы, которые исследует отношения между дизайном, архитектурой интерьера и личными сферами посредством живописи, скульптуры, инсталляций и видео.
В 2009 на 53-й Венецианской биеннале Тобиас Ребергер получил Золотого льва  за работу «What you love also makes you cry». Художник создал кафетерий в центральном павильоне биеннале, который функционировал как ресторан и произведение искусства.

## Персональные выставки
- 2009 Cuckoo Clock Shop, Pilar Corrias Gallery, Лондон
- 2009 "Fragments of their pleasant spaces (in my fashionable version), Galerie Bärbel Grässlin, Франкфурт
- 2008 Die «Das-kein-Henne-Ei-Problem»-Wandmalerei, Museum Ludwig, Кёльн
- 2008 Tobias Rehberger Galerie Micheline Szwajcer, Антверпен
- 2008 Tobias Rehberger — Stedelijk Museum Amsterdam, Амстердам
- 2008 Tobias Rehberger — Galería Heinrich Ehrhardt, Мадрид
- 2007 on otto, Fondazione Prada, Милан
- 2006 Tobias Rehberger — ah non, je ne fais plus ça — Dépendance, Брюссель
- 2006 Tobias Rehberger — Haunch of Venison — London, Лондон
- 2006 American Traitor Bitch, Friedrich Petzel Gallery, Нью-Йорк
- 2006 Tobias Rehberger — Galerie Bärbel Grässlin, Франкфурт
- 2006 Negatives of a daily death, Galerie Micheline Szwajcer, Антверпен
- 2005 Tobias Rehberger — I die every day. Cor I 15,31 — Museo Nacional Centro de Arte Reina Sofía MNCARS, Мадрид
- 2005 Heaven`s gate II — Tobias Rehberger — Giò Marconi Gallery, Милан
- 2004 Tobias Rehberger — «Half the Truth» — Neugerriemschneider, Берлин
- 2004 Private Matters, Whitechapel Art Gallery, Лондон
- 2004 Tobias Rehberger — Artsonje Center, Сеул
- 2003 Main Interiors, Galerie Micheline Szwajcer, Антверпен
- 2002 Tobias Rehberger — «Night Shift» — Palais de Tokyo, Париж
- 2002 TOBIAS REHBERGER: Prescriptions, Descriptions, Recipes and Receipts — Museu Serralves — Museu de Arte Contemporânea, Porto
- 2002 Mínimo Denominador Común — Tobias Rehberger — Sala Montcada, Барселона
- 2002 Tobias Rehberger — Galleria Civica d´Arte Moderna e Contemporanea — GAM, Турин
- 2002 Geläut — bis ich’s hör…, Центр искусств и медиатехнологий (ZKM) (Zentrum für Kunst und Medientechnologie Karlsruhe), Карлсруэ (Германия)
- 2002 Tobias Rehberger — «Mütter innen, von aussen» — Galerie Bärbel Grässlin, Франкфурт
- 2001 Tobias Rehberger — Do Not Eat Industrially Produced Eggs — Staatliche Kunsthalle Baden-Baden, Баден-Баден
- 2001 Luci diffuse — Viafarini, Милан
- 2000 Jack Lemmon’s Legs and Other Libraries, Friedrich Petzel Gallery, Нью-Йорк
- 2000 Tobias Rehberger — …(whenever you need me) — Westfälischer Kunstverein, Münster
- 2000 Dusk — Tobias Rehberger — Giò Marconi Gallery, Милан
- 1999 Tobias Rehberger — Galerie für Zeitgenössische Kunst — GfZK, Лейпциг
- 1999 Tobias Rehberger — Matrix 180 — Berkeley Art Museum and Pacific Film Archive BAM/PFA, Berkeley, CA
- 1999 Tobias Rehberger, Galerie Micheline Szwajcer, Антверпен
- 1999 TOBIAS REHBERGER «Donald Judd» PLASTIK, 1994 — Galerie Andreas Binder, Мюнхен
- 1999 Tobias Rehberger: Nightprowler — De Vleeshal, Middelburg
- 1998 Tobias Rehberger — Moderna Museet, Стокгольм
- 1998 Kunsthalle Basel Tobias Rehberger — Kunsthalle Basel, Базель
- 1997 Anastasia, Friedrich Petzel Gallery, Нью-Йорк
- 1996 Tobias Rehberger — Portikus, Франкфурт

## Публичные коллекции
- Österreichischer Skulpturenpark, Унтерпремстеттен
- Vanhaerents Art Collection, Брюссель
- Inhotim Centro de Arte Contemporânea, Брумадинью
- FRAC — Nord-Pas de Calais, Дюнкерк
- FRAC — Ile-de-France Le Plateau, Париж
- FRAC — Haute-Normandie, Соттевиль-ле-Руан
- H2 — Zentrum für Gegenwartskunst im Glaspalast, Аугсбург
- Sammlung Haubrok, Берлин
- Sammlung Boros, Берлин
- Städel Museum, Франкфурт-на-Майне
- ZKM | Zentrum für Kunst und Medientechnologie Karlsruhe, Карлсруэ
- Galerie für Zeitgenössische Kunst — GfZK, Лейпциг
- Städtisches Museum Abteiberg, Мёнхенгладбах
- Kunstraum Grässlin, Санкт-Георген
- Kunstmuseum Wolfsburg, Вольфсбург
- Museo Nacional Centro de Arte Reina Sofía MNCARS, Мадрид
- Museo de Bellas Artes Santander, Сантандер
- CGAC — Centro Galego de Arte Contemporánea, Сантьяго-де-Компостела
- Initial Access Frank Cohen Collection, Вулвергемптон (Англия)